# Болінтін-Дял
Болінтін-Дял (рум. Bolintin-Deal) — село у повіті Джурджу в Румунії. Входить до складу комуни Болінтін-Дял.
Село розташоване на відстані 21 км на захід від Бухареста, 62 км на північ від Джурджу, 134 км на південь від Брашова.

## Населення
За даними перепису населення 2002 року у селі проживали 4157 осіб. Рідною мовою 4151 особа (99,9%) назвала румунську.
Національний склад населення села:
| Національність | Кількість осіб | Відсоток |
| -------------- | -------------- | -------- |
| румуни         | 4094           | 98,5%    |
| цигани         | 56             | 1,3%     |